# 蒔田広光
蒔田 広光（まいた ひろみつ、1533年（天文2年） - 1595年4月3日（文禄4年2月24日））は、戦国時代から安土桃山時代にかけての武将（大名）。官位は従五位下、相模守。
はじめ織田信長、次いで豊臣秀吉に仕えた。所領は1万石であったが、後に4万石に加増されている。1588年、後陽成天皇の聚楽第行幸で功を挙げている。1595年2月24日、63歳で死去し、後を子の広定が継いだ。法号は宗古。